# Чемпионат Европы по самбо 2000
XIX Чемпионат Европы по самбо 2000 года прошёл 4—8 мая в Мадриде (Испания).

## Медалисты

### Мужчины
| Весовая категория | Золото                        | Серебро                     | Бронза                                                 |
| ----------------- | ----------------------------- | --------------------------- | ------------------------------------------------------ |
| до 52 кг          | Схатбий Альхаов · Россия      | Хосе Эстеве · Испания       | Николай Цыпандин · Беларусь Федерик Бурама · Франция   |
| до 57 кг          | Евгений Саушкин · Россия      | Сергей Тулупов · Беларусь   | Яго Мишелашвили · Грузия Михаил Бакин · Украина        |
| до 62 кг          | Галиб Гумбатов · Азербайджан  | Дмитрий Базылев · Беларусь  | Яким Ранков · Болгария Алексей Архипов · Россия        |
| до 68 кг          | Виктор Савинов · Украина      | Виктор Лопатин · Беларусь   | Александр Караханов · Россия Арчил Чохели · Грузия     |
| до 74 кг          | Константин Семёнов · Беларусь | Владимир Старов · Украина   | Гульермо Бентес · Португалия Леон Хосето · Испания     |
| до 82 кг          | Николоз Библашвили · Грузия   | Оскар Фернандес · Испания   | Владимир Лисенков · Россия Юрий Сеножатский · Беларусь |
| до 90 кг          | Максим Брянов · Россия        | Сергей Селивонец · Беларусь | Юрий Прудников · Украина Никола Саватович · Югославия  |
| до 100 кг         | Ростислав Борисенко · Украина | Цветко Цветков · Болгария   | Геннадий Ливенцев · Россия Давид Лилвашвили · Грузия   |
| свыше 100 кг      | Мурат Озов · Россия           | Каролис Усинскас · Литва    | Георгий Тонков · Болгария Игорь Горбоконь · Украина    |

#### Командный зачёт
1. Россия;
2. Беларусь;
3. Украина;
4. Грузия;
5. Испания;
6. Болгария;
7. Франция;
8. Азербайджан;
9. Литва;
10. Португалия;
11. Югославия;
12. Эстония;
13. Латвия;
14. Великобритания;
15. Германия;
16. Монако.

### Женщины
| Весовая категория | Золото                         | Серебро                       | Бронза                                                      |
| ----------------- | ------------------------------ | ----------------------------- | ----------------------------------------------------------- |
| до 48 кг          | Ольга Крсова · Россия          | Галина Томяк · Украина        | Анна Белен Фернандес · Испания Габриэла Кирилова · Болгария |
| до 52 кг          | Виктория Волотова · Россия     | Пералта М. Мар · Испания      | Оксана Пилипчук · Украина Манди Йолиц · Германия            |
| до 56 кг          | Кристина Надирян · Армения     | Елена Леверова · Россия       | Минерва Монтеро · Испания Людмила Матиевская · Украина      |
| до 60 кг          | Наталья Ащеулова · Россия      | Надежда Покора · Украина      | Саиз Африка · Испания Юргита Давидайтите · Литва            |
| до 64 кг          | Раса Цеханавичюте · Россия     | М. Джесус Марина · Испания    | Зоя Хачатрян · Армения                                      |
| до 68 кг          | Юлия Семёнова · Россия         | Виталия Врублевская · Украина | Маргарита Монтес · Испания Валери Десмаркет · Франция       |
| до 72 кг          | Светлана Большакова · Россия   | Аврора Фахардо · Испания      | Валентина Бардачова · Украина Наоми Роутенс · Франция       |
| до 80 кг          | Вера Москалюк · Россия         | Грацина Леванайте · Литва     | Лариса Гарагуля · Украина Алексия Фабрис · Франция          |
| свыше 80 кг       | Вероника Козловская · Беларусь | Светлана Буряк · Украина      | Наталья Куприна · Россия                                    |

#### Командный зачёт
1. Россия;
2. Украина;
3. Испания;
4. Армения;
5. Франция;
6. Литва;
7. Беларусь;
8. Болгария;
9. Германия;
10. Югославия;
11. Австрия.